# Eisenbahnunfall von Valencia (1938)
Der Eisenbahnunfall von Valencia ereignete sich am 29. März 1938 bei der spanischen Stadt Valencia: Ein niveaugleicher Bahnübergang wurde von einem Tankfahrzeug, das eine brennbare Flüssigkeit geladen hatte, nicht rechtzeitig geräumt. Ein Zug rammte das Fahrzeug und brannte kurz darauf auf voller Länge. 39 Menschen starben.